# Berlin 5k Invitational
Der Berlin 5k Invitational war ein Einladungslauf in Berlin-Schmöckwitz am 12. Juli 2020. Über die auf der Straße selten gelaufenen 5 km sollten sowohl bei den Männern als auch den Frauen die deutschen Bestleistungen über diese Distanz gelaufen werden. Während dies nicht gelang, konnte dagegen der Österreicher Peter Herzog einen neuen Landesrekord aufstellen. Die Wettkämpfe der Berlin Invitational Series, zu der neben dem Berlin 5k Invitational auch der Berlin 10k Invitational auf derselben Strecke dem Schmöckwitzer Damm gehört, finden unter Ausschluss der Öffentlichkeit statt. Veranstalter sind die Vereine LAC Olympia 88 Berlin und SC Charlottenburg.

## Hintergrund

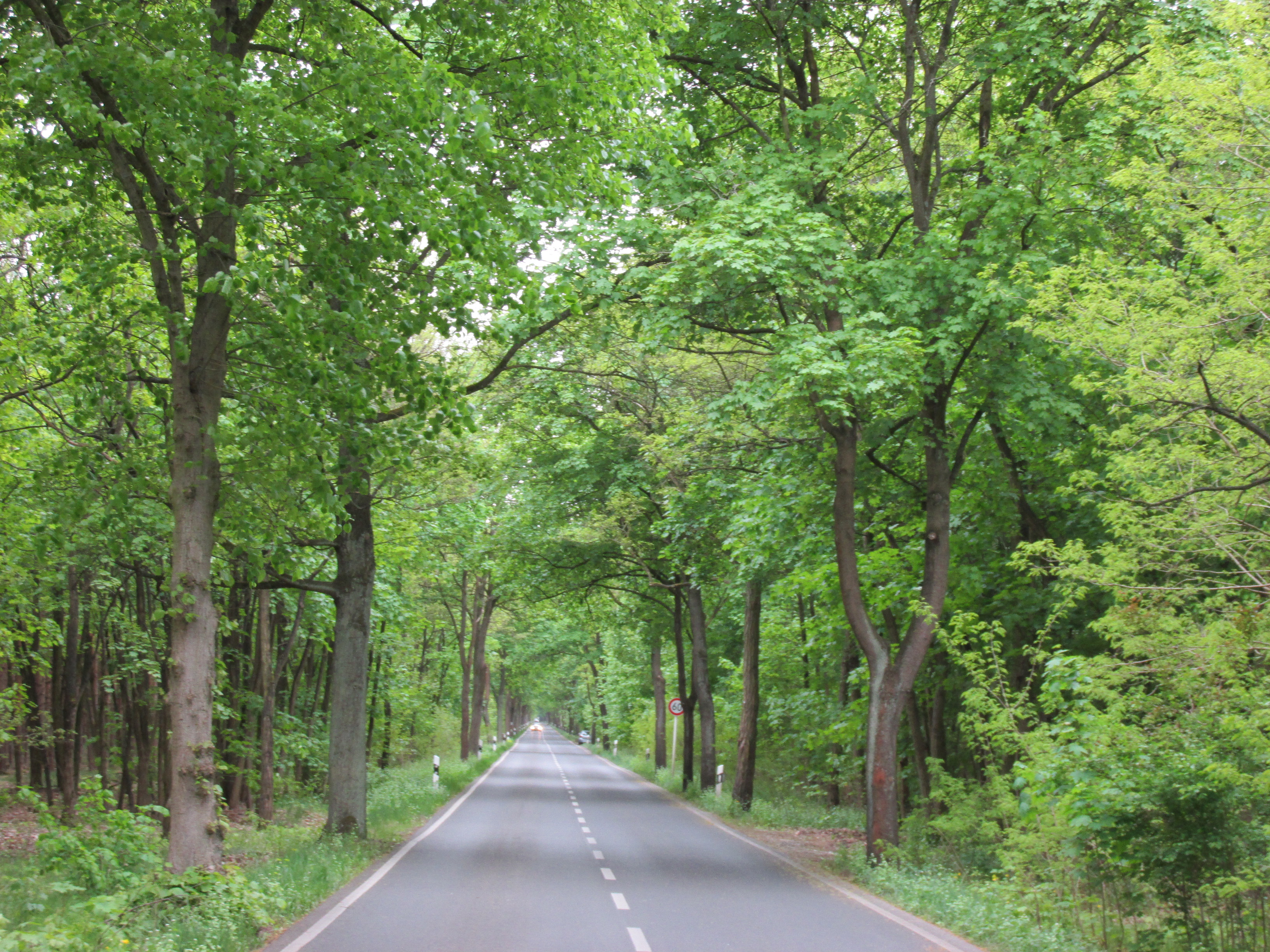
Blick vom Start Richtung Rauchfangswerder

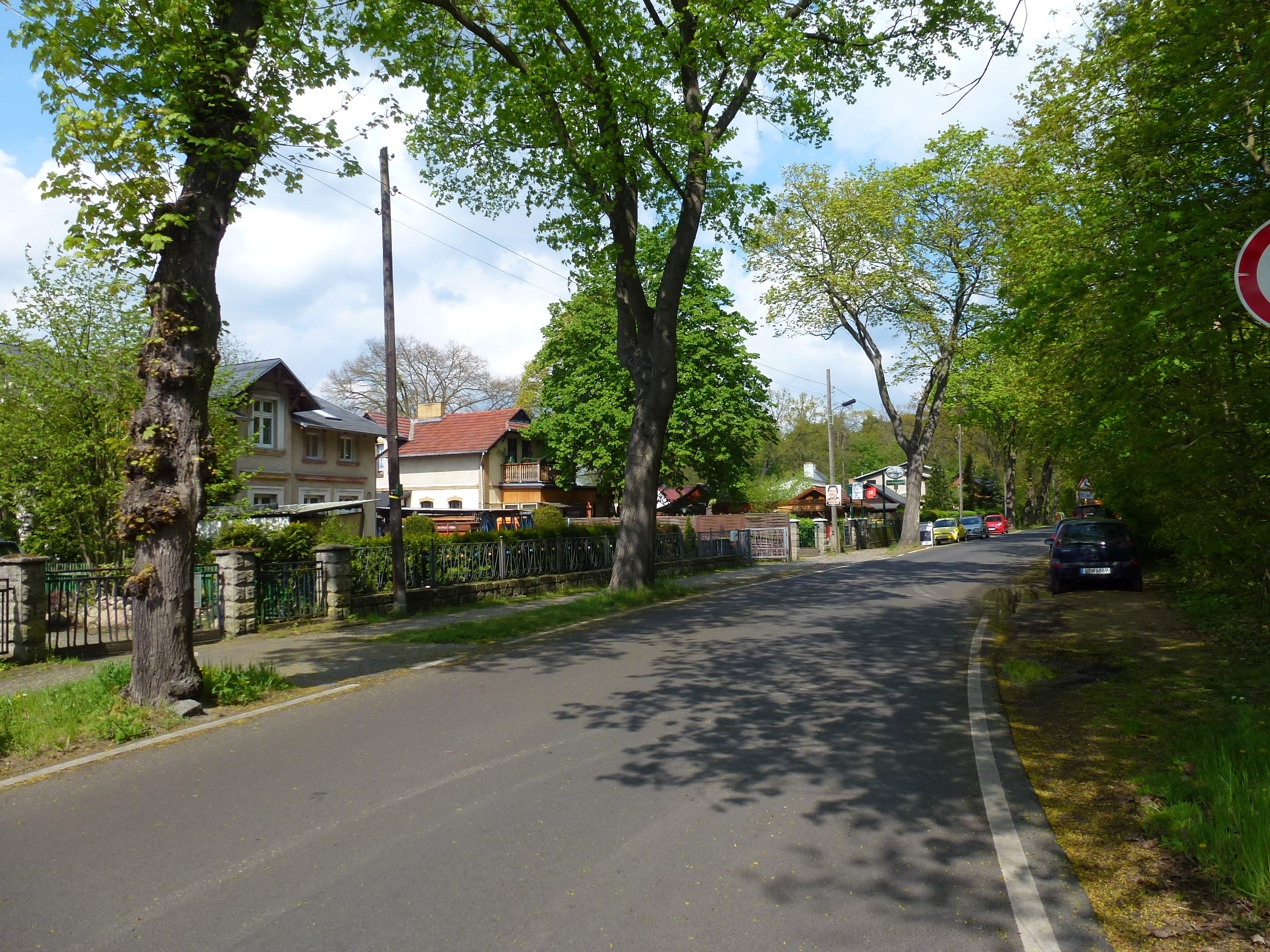
Einzige leichte Kurve der Strecke in Rauchfangswerder

Nach einer Regeländerung basierend auf einem Beschluss des internationalen Leichtathletik-Verbandes World Athletics werden seit 2019 international Rekorde über die 5-km-Distanz im Straßenlauf geführt. Bis dahin wurden über diese Strecke Bestzeiten gelistet, jedoch keine offiziellen Rekorde. Der Deutsche Leichtathletik-Verband (DLV) führt im Gegensatz zum Österreichischen Leichtathletik-Verband (ÖLV) auch nach dieser Regeländerung des Weltverbandes keine Landesrekorde im 5-km-Straßenlauf, sodass zur Abgrenzung der restlichen offiziell gelisteten Landesrekorde nach wie vor nur von deutschen Bestleistungen und keinen deutschen Rekorden gesprochen wird.

## Strecke

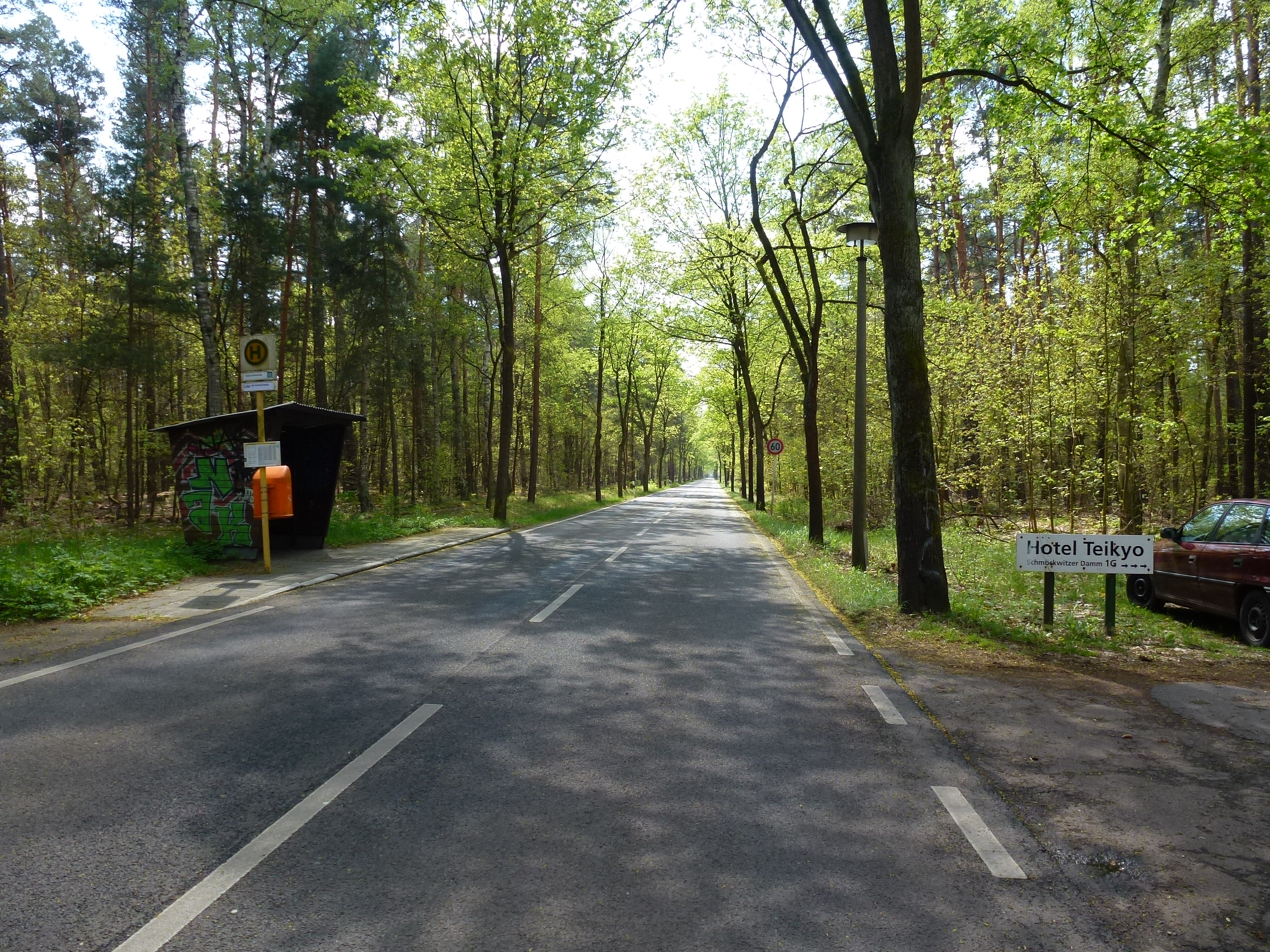
Ziel des 5-km-Straßenlaufs, Haltestelle Teikyō-University

Die Strecke des Berlin 5k Invitational wurde ausgewählt von Helmut Winter, einem internationalen Zeitmesser bei den World Marathon Majors. Es handelt sich um eine komplett flache Pendelstrecke mit einem Wendepunkt auf dem Schmöckwitzer Damm zwischen Schmöckwitz und Rauchfangswerder. Der Start liegt wenige Meter vor Einmündung des Schmöckwitzer Damms in die Wernsdorfer Straße, der Wendepunkt befindet sich etwa bei km 2,7 in der Buswendeschleife der Haltestelle Fährallee in Rauchfangswerder und das Ziel am Abzweig zur Teikyō-Universität. Die Straßen sind während der Laufveranstaltung nicht abgesperrt.

## Ergebnisse
Gestartet wurden insgesamt vier Läufe. Lauf 1 (C-Lauf) war ein Männerrennen mit sechs Teilnehmern, Lauf 2 (A-Lauf) ein Männerrennen mit zehn Teilnehmern, Lauf 3 (B-Lauf) ein Mixedrennen mit insgesamt zehn Teilnehmern, Lauf 4 (D-Lauf) ein Mixedrennen mit insgesamt zwölf Teilnehmern.

### Männer
Bei perfekten Bedingungen (16 °C, Taupunkt 8 °C) bildete sich eine Führungsgruppe mit Amanal Petros, René Menzel, Peter Herzog, Haftom Weldaj und Abiel Hailu, welche die Streckenhälfte (km 2,5) nach genau sieben Minuten passierte. Kurz vor der 3-km-Marke zog der Eritreer Abiel Hailu das Tempo an und damit die Spitzengruppe auseinander; Amanal Petros, noch mit Trainingsrückstand, konnte das Tempo nicht mitgehen und fiel zurück. Nach 3,5 km übernahm an der Spitze Peter Herzog die Initiative und zog uneinholbar davon. Mit einer Zielzeit von 13:54 min verbesserte er den alten österreichischen Rekord von Timon Theuer (14:26 min, 26. Januar 2020, Wien (AUT)). Die deutsche Bestleistung von Jens-Peter Herold (14:09 min, 18. April 1990, Newcastle upon Tyne (GBR)) bleibt dagegen weiterhin bestehen. Jens-Peter Herold war beim Berlin 5k Invitational vor Ort, gab das Startsignal und hielt das Zielband. Bester Deutscher wurde René Menzel auf dem dritten Rang.
| Splitzeiten Berlin 5k Invitational Peter Herzog | Splitzeiten Berlin 5k Invitational Peter Herzog | Splitzeiten Berlin 5k Invitational Peter Herzog | Splitzeiten Berlin 5k Invitational Peter Herzog |
| Km                                              | Split                                           | Gesamtzeit                                      |                                                 |
| ----------------------------------------------- | ----------------------------------------------- | ----------------------------------------------- | ----------------------------------------------- |
| 1                                               | 2:47                                            | 02:47 min                                       |                                                 |
| 2                                               | 2:48                                            | 05:35 min                                       |                                                 |
| 3                                               | 2:48                                            | 08:23 min                                       |                                                 |
| 4                                               | 2:46                                            | 11:09 min                                       |                                                 |
| 5                                               | 2:45                                            | 13:54 min                                       |                                                 |

| Platz | Athlet          | Verein (Land)              | Zeit (min)  | Lauf Nr. |
| ----- | --------------- | -------------------------- | ----------- | -------- |
| 1     | Peter Herzog    | Österreich                 | 13:54 PB NR | Lauf 2   |
| 2     | Haftom Welday   | Eritrea                    | 14:12 PB    | Lauf 2   |
| 3     | René Menzel     | Hannover Athletics         | 14:16 PB    | Lauf 2   |
| 4     | Amanal Petros   | TV Wattenscheid 01         | 14:17 PB    | Lauf 2   |
| 5     | Jonathan Dahlke | TSV Bayer 04 Leverkusen    | 14:28 PB    | Lauf 2   |
| 6     | Abiel Hailu     | Eritrea                    | 14:31 PB    | Lauf 2   |
| 7     | Fabian Reuter   | Laufteam Kassel            | 14:38 PB    | Lauf 3   |
| 8     | Florian Orth    | LG Telis Finanz Regensburg | 14:40 PB    | Lauf 2   |

### Frauen
Alina Reh hatte sich eine Zeit unter 15 Minuten vorgenommen und begann das Rennen mit Unterstützung eines Tempomachers flott mit einem ersten Kilometer in 2:55 min, womit sie auf Kurs Weltrekord lag, der für Mixedrennen im 5-km-Straßenlauf bei 14:48 min steht (Caroline Chepkoech Kipkirui, 8. September 2018, Prag (CZE)). Nach der Wende konnte Alina Reh, die das Rennen direkt aus dem Training mit hohen Trainingsumfängen von durchschnittlich gut 160 Kilometern wöchentlich bestritt, das Tempo jedoch nicht mehr halten und verpasste am Ende sowohl den Weltrekord als auch die bisherige deutsche Bestleistung, die bei 15:16 min liegt und von Irina Mikitenko gehalten wird (14. Mai 2000 in Kassel und 31. Dezember 2000 in Trier).
| Splitzeiten Berlin 5k Invitational Alina Reh | Splitzeiten Berlin 5k Invitational Alina Reh | Splitzeiten Berlin 5k Invitational Alina Reh | Splitzeiten Berlin 5k Invitational Alina Reh |
| Km                                           | Split                                        | Gesamtzeit                                   |                                              |
| -------------------------------------------- | -------------------------------------------- | -------------------------------------------- | -------------------------------------------- |
| 1                                            | 2:55                                         | 02:55 min                                    |                                              |
| 2                                            | 2:59                                         | 05:53 min                                    |                                              |
| 3                                            | 3:01                                         | 08:54 min                                    |                                              |
| 4                                            | 3:11                                         | 12:05 min                                    |                                              |
| 5                                            | 3:17                                         | 15:22 min                                    |                                              |

| Platz | Athlet              | Verein (Land)         | Zeit (min) | Lauf Nr. |
| ----- | ------------------- | --------------------- | ---------- | -------- |
| 1     | Alina Reh           | SSV Ulm 1846          | 15:22 PB   | Lauf 3   |
| 2     | Caterina Granz      | LG Nord Berlin        | 15:32 PB   | Lauf 3   |
| 3     | Christina Gerdes    | SCC Events Pro Team   | 16:31 PB   | Lauf 4   |
| 4     | Jule Behrens        | ASC Darmstadt         | 16:47 PB   | Lauf 4   |
| 5     | Simone Raatz        | ASC Darmstadt         | 17:05 PB   | Lauf 4   |
| 6     | Vivien Kroll        | LAC Olympia 88 Berlin | 17:37 PB   | Lauf 4   |
| 7     | Carla Morgenroth    | LAC Olympia 88 Berlin | 17:50 PB   | Lauf 4   |
| 8     | Mareike Dottschadis | LAC Olympia 88 Berlin | 18:17 PB   | Lauf 4   |